# Table Ronde
Table Ronde (dt.: „Runder Tisch“) ist eine winzige Insel der Republik der Seychellen im Atoll Aldabra. Sie liegt im Innern der Lagune, zwischen Malabar und Grand Terre.

## Geographie
Die Insel liegt im Osten des Atolls. Sie ist kaum mehr als ein einzelner großer Korallenstock, der bei Ebbe trockenfällt und seine charakteristische Form preisgibt.